# Avenger (аниме)
Avenger (яп. アヴェンジャー авэндзя:) — аниме-сериал, выпущенный в 2003-ом году студией Bee Train (при поддержке XEBEC) и на данный момент являющийся её единственной самостоятельной работой помимо «Нуар», Madlax и El Cazador.

## Сюжет
История происходит на колонизированном Марсе, в неуказанном пункте, в будущем. Большинство народонаселения разделено на маленькие куполообразные города-государства. Те, кто живёт вне куполов, известны как Barbaroi. Ресурсов недостаточно, их поставки между городами распределяются на основе результатов сражений гладиаторов из каждого города. Также одной из проблем Марса является то, что на протяжении десятилетий там не рождались дети. Причина такого поворота событий неизвестна, но в связи с этим люди заменили детей куклами-роботами. Главная героиня истории — Лайла, barbaroi-гладиатор с таинственным прошлым, следует в поисках Волка, правителя Марса, в надежде победить его и отомстить за разрушение колонии. Её сопровождают Нэй — загадочная кукла с неизвестным прошлым и Спиди, заводчик кукол.

## Персонажи
Лайла Эшли (яп. レイラ・アシュレイ) — тихая, задумчивая молодая женщина, Лайла — единственный оставшийся в живых член колонии, которая была разрушена Волком из Марса. Она обучена Крестом, и теперь настроена мстить за своих родителей и других пассажиров колонии. Её главная цель — это месть.
Сэйю: Мэгуми Тоёгути
Волк (яп. ヴォルク) — один из «Первой дюжины», первых колонистов, которые прибыли на Марс, жизнь Волка была продлена наукой. Правитель и представительный гладиатор города Волк, он — самый подходящий претендент для правления Марсом, и именно он разрушил судно беженцев, на котором обитала маленькая Лайла. Он чувствует свою ответственность перед Марсом, и каждое его действие направлено на увеличение собственного благосостояние. Он готов совершить любой грех во имя спасения Марса.
Сэйю: Хироси Янака
Веста (яп. ウェスタ) — одна из «Первой дюжины», она такая же полноправная властительница, как и Волк. Но Веста считает, что проблемы можно решать мирным путём. Она очень заботится о людях планеты, и поэтому не стареет. Её жизнь, так же как и жизнь Волка, продлена с помощью секретных технологий. Волк заставил всех жителей Марса боготворить её как божество.
Сэйю: Суми Симамото
Нэй (яп. ネイ) — настоящая десятилетняя девочка с разноцветными глазами. Её рождение является большой тайной, потому что Марс десятилетиями не производил на свет детей. Она сопровождает Лайлу всюду и является единственным человеком или вещью, о которой заботится Лайла. Нэй решила действовать как кукла, чтобы не вызывать подозрений к себе. Она была в образе куклы так долго, что этот образ стал её частью. Нэй следует за Лайлой, потому что с ней она может быть собой и не бояться этого. У Нэй короткие белокурые волосы и разные глаза: синий и красный.
Сэйю: Мика Канай
Спиди (яп. スピーディ)— 18-летний «заводчик кукол», непоседливый и дружелюбный. Следует за Лайлой с того самого момента, как она победила в своём городе гладиатора. Также ему интересна природа таинственной куклы Нэй.
Сэйю: Синъитито Янака
Крест (яп. クロス) — единственный оставшийся член «Первой дюжины» (помимо Волка и Весты), Крест (прежде известный как Арес) уехал из городов-куполов. После разногласий с Волком жил в дебрях. Он принял Лайлу после разрушения колонии и обучил её технике гладиаторов.
Сэйю: Яра Юсаку
Гарсия (яп. ガルシア) — гладиатор барбарой. Гарсия сталкивается с Лайлой в поединке гладиаторов города-купола. Лайла побеждает Гарсию в бою, но оставляет его в живых. Впоследствии их пути вновь пересекаются несколько раз, включая один инцидент, в котором Гарсия помогает Лайле и её друзьям в бою с куклами-охотниками, преследующими Нэй.
Сэйю: Кацуюки Кониси
Пан (яп. パーン)
Сэйю: Иссин Тиба
Юпитер (яп. 木星)
Сэйю: Кадзухиро Наката

## Медия

### Аниме
Аниме-сериал был создан на студиях Bee Train, XEBEC совместно с Production I.G, под руководством режиссёра Такаси Икэхата, по сценарию Кимура Хидэфуми, Савамура Мицухико, Сугимура Сатоми. Все музыкальные партии написал Катакура Микия. За дизайн персонажей отвечал художник Бан Юкико, а художником-постановщиком был Тауэ Сюнсукэ. Премьера сериала в Японии состоялась с октября по декабрь 2003 года на телеканалах TV Tokyo.

### Музыка
Музыка для Avenger была составлена и выполнена японским дуэтом Ali Project, который писал музыку для ряда аниме, включая CLAMP School Detectives, Noir и .hack//Roots. Ряды, Lunar Eclipse Grand Guignol (月蝕グランギニョル гэссёку гуран гинъёру) и заканчивающиеся (Mirai no Eve), как полагают некоторые поклонники и рецензенты, самые незабываемые. Оригинальный саундтрек был выпущен в Японии в 2003.

## Критика
Экспериментальный аниме-сериал Avenger, не достиг ни коммерческого успеха, ни особой популярности. Однако сериал крайне ценится знатоками творчества студии и режиссёра Койти Масимо.